# Burning Rain
Burning Rain – hardrockowy zespół muzyczny założony przez gitarzystę Douga Aldricha i wokalistę Keith St. Johna w 1998 roku.

## Dyskografia
- Burning Rain (1999)[3]
- Pleasure to Burn (2000)[4]
- Epic Obsession (2013)[5]